# Walter Sartorius
Walter Sartorius (* 11. Mai 1875 in Holsterhausen; † 2. Mai 1937 in Planegg) war ein deutscher Architekt.

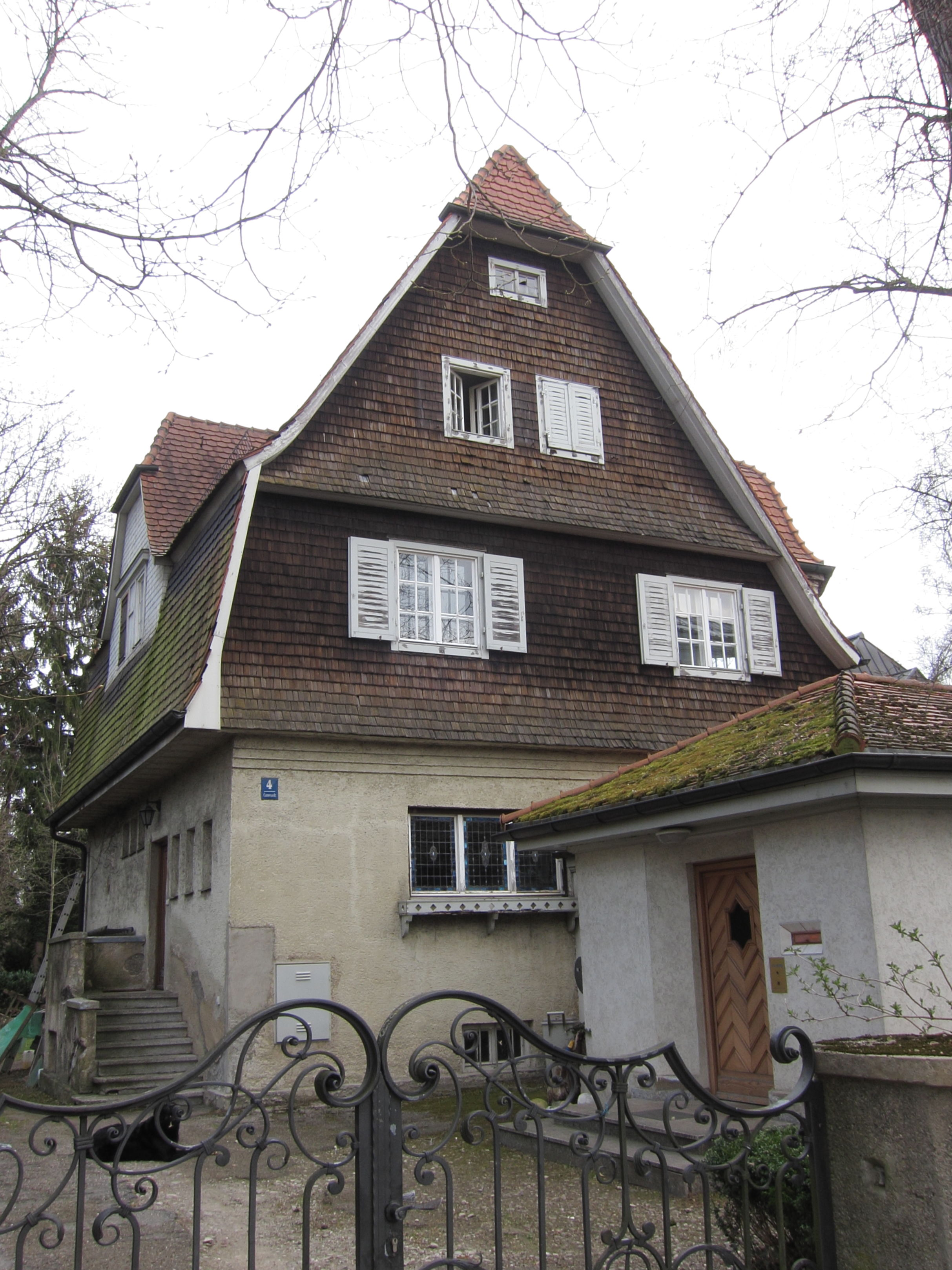
Villa Carossastraße 4

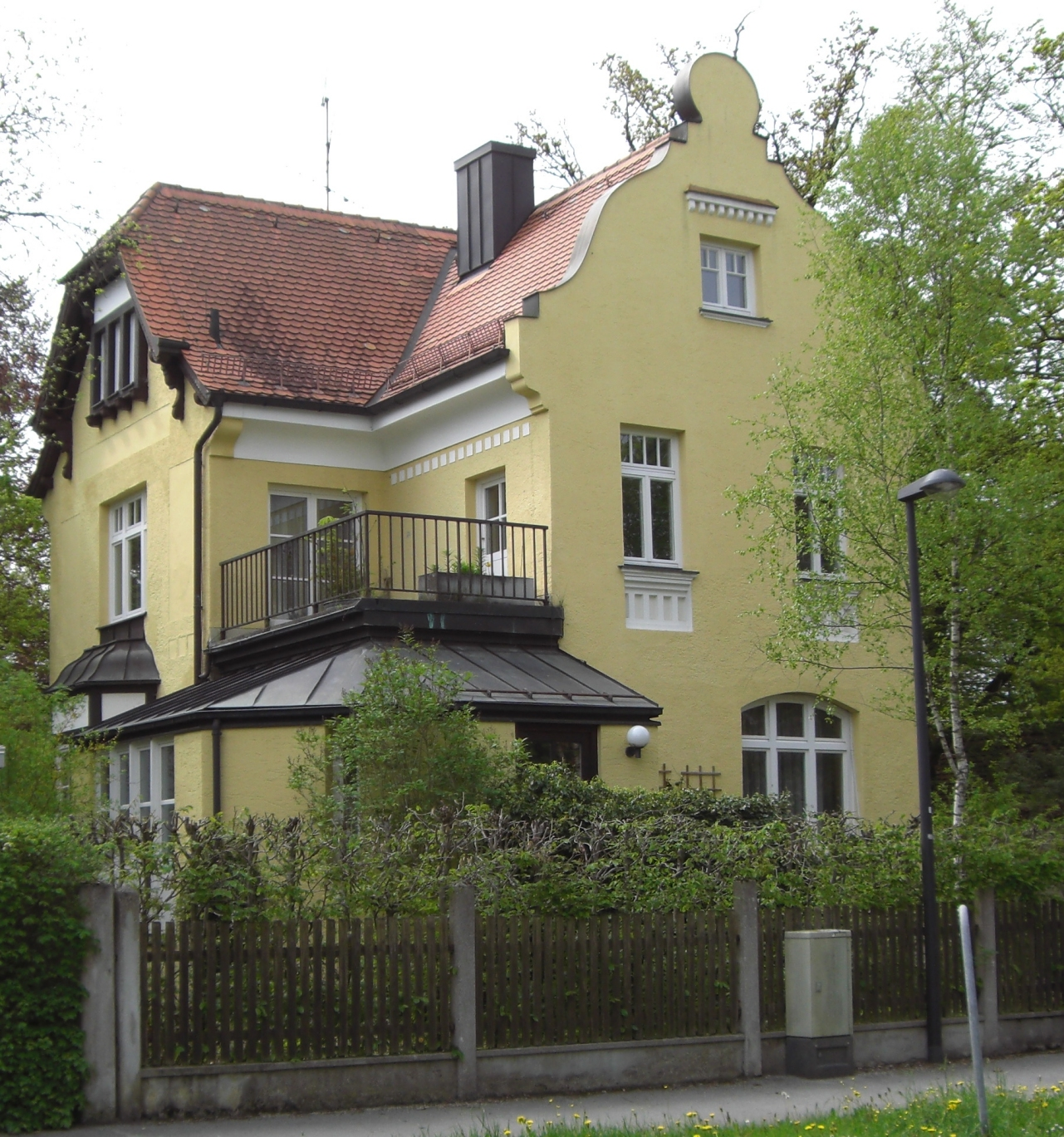
Evangelisches Pfarrhaus Planegg

## Leben
Walter Sartorius wurde im später nach Essen eingemeindeten Holsterhausen geboren. Er studierte Architektur an der Technischen Hochschule Stuttgart und wurde Mitglied des Corps Bavaria Stuttgart. Mit 23 Jahren zog er nach Planegg. Sartorius wurde vor allem für seine zahlreichen modern-historisierenden Villenbauten in Pasing und den Würmtalgemeinden Planegg, Krailling, Stockdorf und Gauting bekannt. Zudem war er Vorstand der Baugesellschaft für Familienhäuser und Villen (Heimstättengesellschaft mbH) und gründete 1907 den Würmtalverein, der sich der Bewahrung des traditionellen Ortsbildes verschrieben hatte. 1937 starb er in seinem Wohnhaus, Karlstraße 5.

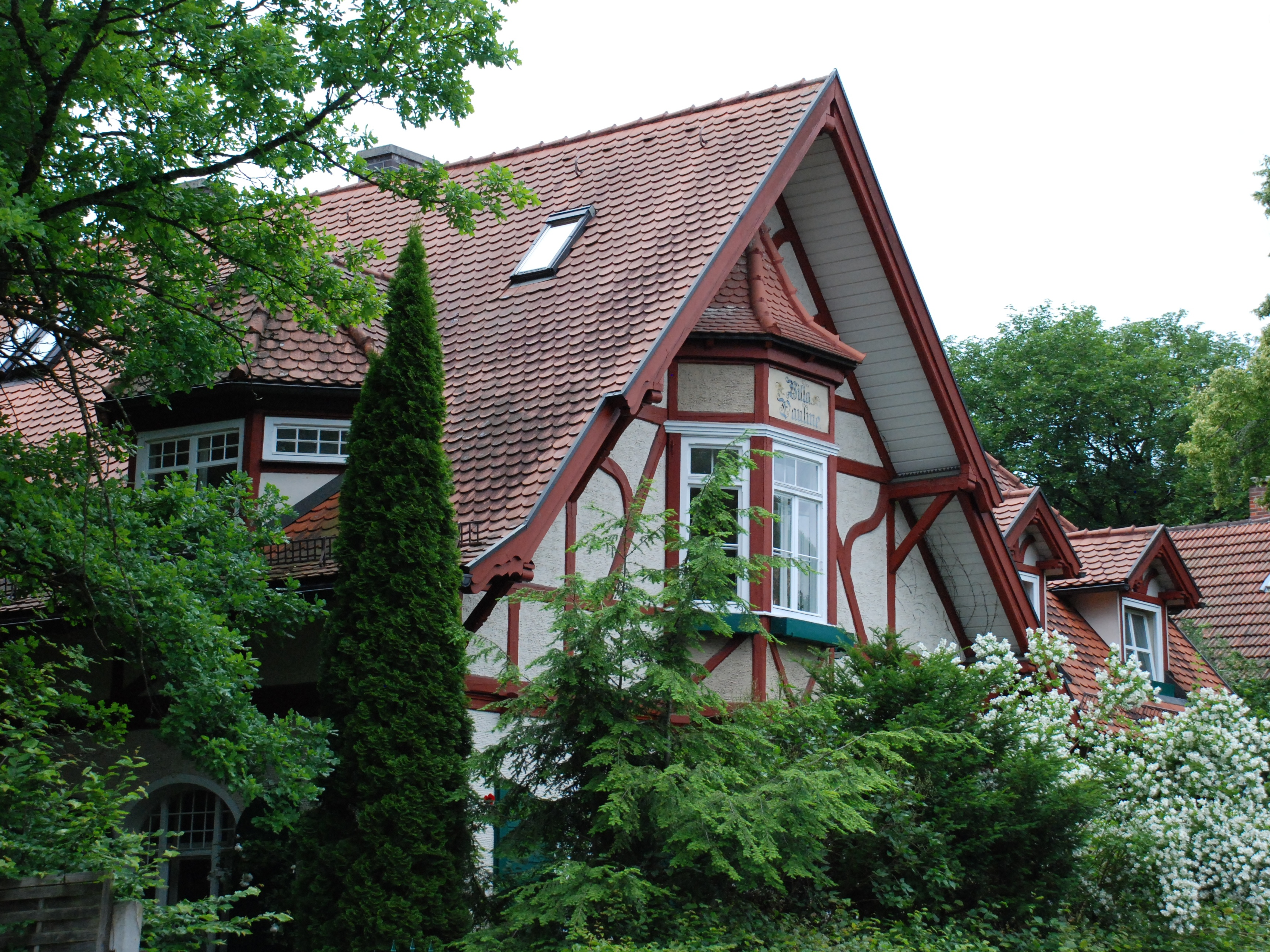
Wohnhaus von Walter Sartorius, Karlstraße 5 in Planegg

## Ehrungen
Seit 1994 erinnert die Walter-Sartorius-Straße in Planegg an den Architekten.

## Bauten und Entwürfe
- 1902: Schulhaus in Planegg
- 1903: Villa Floßmannstraße 3 in (München-)Pasing[4]
- 1907: Altes Rathaus in Planegg
- 1908: Villa Heinrich-Vogl-Straße 1a in (München-)Solln
- 1910: Villa Carossastraße 4 in Pasing
- 1910: Villa Hofbrunnstraße 17 in (München-)Solln
- 1910: Villa Peter-Vischer-Straße 27 in Pasing
- 1910: Einfamilienhaus für den Kunstmaler Richard Hallmann in Gauting
- 1912: Wohnhaus für den Rechtsanwalt Otto Kugler in Dorfen
- 1914: Villa für Fritz Pahl, den Leibarzt der Familie Krupp, Waldpromenade 21 in Gauting
- 1914–1915: Neoklassizistische Villa Goldbergstraße 6 in (München-)Solln
- Pfarramt der evangelisch-lutherischen Kirche in Planegg
- Reihenhausgruppe an der Thürheimstraße in Planegg